# Верас (Несвіж)
«Верас» (Несвіж) (біл. ФК Верас Нясвіж) — професіональний білоруський футбольний клуб з міста Несвіж Мінської області.

## Історія
Заснований у 1995 року. Розпочав свої виступи в Другій лізі, у 2004 році вийшов до Першої ліги, в які виступав до свого розформування. В лютому 2011 року було оголошено про розформування клубу через втрату головного спонсора (головний спонсор, Городейський цукровий комбінат, почав підтримувати інший проект — ФК «Городея»).

## Досягнення
- Третя ліга/Друга ліга
  -  Срібний призер (3): 1997 (група «А»), 1998 (група «А»), 2003

- Перша ліга
  - 4-е місце (1): 2009

## Статистика виступів

### Чемпіонат Білорусі
| Сезон | Ліга           | М  | Іг | В  | Н  | П  | Голи  | Очки | Примітки           |
| ----- | -------------- | -- | -- | -- | -- | -- | ----- | ---- | ------------------ |
| 1995  | Третя — А (Д3) | 9  | 10 | 2  | 6  | 2  | 12–17 | 12   |                    |
| 1996  | Третя — А (Д3) | 5  | 28 | 15 | 5  | 8  | 44–27 | 50   |                    |
| 1997  | Третя — А (Д3) | 2  | 26 | 18 | 3  | 5  | 60–23 | 57   |                    |
| 1998  | Друга — А (Д3) | 2  | 26 | 17 | 3  | 6  | 49–19 | 54   | Зміна назви ліг    |
| 1999  | Друга — А (Д3) | 8  | 24 | 11 | 4  | 9  | 42–35 | 37   |                    |
| 2000  | Друга — А (Д3) | 8  | 22 | 9  | 3  | 10 | 24–29 | 30   |                    |
| 2001  | Друга (Д3)     | 12 | 34 | 11 | 9  | 14 | 32–40 | 42   |                    |
| 2002  | Друга (Д3)     | 6  | 24 | 10 | 3  | 11 | 40–32 | 33   |                    |
| 2003  | Друга (Д3)     | 2  | 28 | 16 | 6  | 6  | 62–26 | 54   | Вихід у Першу лігу |
| 2004  | Перша (Д2)     | 6  | 30 | 14 | 2  | 14 | 35–34 | 44   |                    |
| 2005  | Перша (Д2)     | 11 | 30 | 9  | 10 | 11 | 31–33 | 37   |                    |
| 2006  | Перша (Д2)     | 9  | 26 | 9  | 5  | 12 | 27–33 | 32   |                    |
| 2007  | Перша (Д2)     | 6  | 26 | 12 | 4  | 10 | 28–25 | 40   |                    |
| 2008  | Перша (Д2)     | 14 | 26 | 14 | 4  | 8  | 37–23 | 46   |                    |
| 2009  | Перша (Д2)     | 4  | 26 | 12 | 7  | 7  | 33–26 | 45   |                    |
| 2010  | Перша (Д2)     | 11 | 30 | 9  | 8  | 13 | 31–39 | 35   | Припинив існування |

## Відомі гравці
- Дмитро Денисюк
- Михайло Конопелько

## Відомі тренери
- Сергій Пишник (1998—2009)
- Володимир Курнєв (2010)